# Eisenbahnunfall von Tipton Ford
Bei dem Eisenbahnunfall von Tipton Ford stieß am 5. August 1914 ein Triebwagen mit einem entgegen kommenden Zug bei Tipton Ford, Missouri, USA, zusammen. 47 Menschen starben.

## Unfallhergang
Der dieselelektrische Triebwagen der Missouri and Northern Arkansas Railroad war von Joplin nach Harrison unterwegs. Er nutzte dazu eine eingleisige Strecke der Kansas City Southern Railway. Der Triebwagen war so voll besetzt, dass einige Fahrgäste sogar stehen mussten. In Joplin erhielt der Triebfahrzeugführer die Anweisung, in Tipton Ford die Zugkreuzung mit einem entgegen kommenden Wagenzug der Kansas City Southern Railway durchzuführen, der von einer Dampflokomotive gezogen wurde. Statt zu halten, durchfuhr der Triebfahrzeugführer aber den Bahnhof Tipton Ford und prallte mit etwa 110 km/h auf die Dampflokomotive des entgegen kommenden Zuges. Durch austretenden Treibstoff ging der Triebwagen in Flammen auf.

## Folgen
47 Menschen starben, auch an den erlittenen Verbrennungen, 25 wurden darüber hinaus verletzt. Dies war der erste schwere Unfall mit einem Triebwagen in den USA.